# Élections législatives de 2024 en Charente
Les élections législatives de 2024 en Charente se déroulent les 30 juin et 7 juillet 2024. Dans le département, trois députés sont à élire dans le cadre de trois circonscriptions, à la suite de la dissolution de l'Assemblée nationale par Emmanuel Macron.
Le choix de cette dissolution est pris après la défaite de la liste Renaissance aux élections européennes qui ont lieu le 9 juin 2024.

## Contexte
| Circonscription | RN      | ENS     | PS - PP | LFI     | LR     |
| --------------- | ------- | ------- | ------- | ------- | ------ |
| Circonscription |         |         |         |         |        |
| 1re             | 28,96 % | 14,98 % | 17,45 % | 10,67 % | 5,79 % |
| 2e              | 37,1 %  | 15,65 % | 12,55 % | 4,63 %  | 7,22 % |
| 3e              | 39,06 % | 13,85 % | 13,2 %  | 4,8 %   | 5,76 % |

## Système électoral
Les élections législatives ont lieu au scrutin uninominal majoritaire à deux tours dans des circonscriptions uninominales.
Est élu au premier tour le candidat qui réunit la majorité absolue des suffrages exprimés et un nombre de voix au moins égal au quart des électeurs inscrits dans la circonscription, soit 25 %. Si aucun des candidats ne satisfait ces conditions, un second tour est organisé entre les candidats ayant réuni un nombre de voix au moins égal à un huitième des inscrits, soit 12,5 %. Les deux candidats arrivés en tête du 1er tour se maintiennent néanmoins par défaut si un seul ou aucun d'entre eux n'a atteint ce seuil. Au second tour, le candidat arrivé en tête est déclaré élu,.
Le seuil de qualification basé sur un pourcentage du total des inscrits et non des suffrages exprimés rend plus difficile l'accès au second tour lorsque l'abstention est élevée. Le système permet en revanche l'accès au second tour de plus de deux candidats si plusieurs d'entre eux franchissent le seuil de 12,5 % des inscrits. Les candidats en lice au second tour peuvent ainsi être trois, un cas de figure appelé « triangulaire ». Les second tours où s'affrontent quatre candidats, appelés « quadrangulaire » sont également possibles, mais beaucoup plus rares,.

### Partis et nuances
Les résultats des élections sont publiés en France par le ministère de l'Intérieur, qui classe les partis en leur attribuant des nuances politiques. Ces dernières sont décidées par les préfets, qui les attribuent indifféremment de l'étiquette politique déclarée par les candidats, qui peut être celle d'un parti ou une candidature sans étiquette.
Seuls le Parti communiste français (COM), La France insoumise (FI), le Parti socialiste (SOC), le Parti radical de gauche (RDG), Les Écologistes (VEC), Renaissance (RE), le Mouvement démocrate (MDM), Horizons (HOR), l'Union des démocrates et indépendants (UDI), Les Républicains (LR), le Rassemblement national (RN) et Reconquête (REC) se voient attribuer en 2024 des nuances propres. Les coalitions Ensemble et Nouveau front populaire, ainsi que les candidats de l'alliance LR-Ciotti-RN, en bénéficient également indirectement, les nuances Ensemble ! (Majorité présidentielle) (ENS), Union de la gauche (UG) et Union de l'extrême-droite (UXD) étant attribuables aux candidats bénéficiant respectivement du soutien de deux partis du centre, de deux partis de gauche ou de deux partis d'extrême-droite,.
Tous les autres partis se voient attribuer l'une ou l'autre des nuances suivantes : EXG (extrême gauche), DVG (divers gauche), ECO (écologiste), REG (régionaliste), DVC (divers centre), DVD (divers droite), DSV (droite souverainiste) et EXD (extrême droite). Des partis comme Debout la France ou Lutte ouvrière ne disposent ainsi pas de nuances propres, et leurs résultats nationaux ne sont pas publiés séparément par le ministère, car mélangés avec d'autres partis (respectivement dans les nuances DSV et EXG).

## Résultats

### Élus
| Circonscription | Député sortant     | Parti | Parti    | Groupe    | Député élu ou réélu | Parti | Parti    | Groupe  |
| --------------- | ------------------ | ----- | -------- | --------- | ------------------- | ----- | -------- | ------- |
| 1re             | René Pilato        |       | LFI      | LFI-NUPES | René Pilato         |       | LFI      | LFI-NFP |
| 2e              | Sandra Marsaud     |       | RE - TdP | RE        | Sandra Marsaud      |       | RE - TdP | EPR     |
| 3e              | Caroline Colombier |       | RN       | RN        | Caroline Colombier  |       | RN       | RN      |

### Taux de participation
| Taux de participation | 1er tour | 1er tour | 1er tour   | 2d tour | 2d tour | 2d tour    | Différence entre les deux tours |
| Taux de participation | En 2022  | En 2024  | Différence | En 2022 | En 2024 | Différence | Différence entre les deux tours |
| --------------------- | -------- | -------- | ---------- | ------- | ------- | ---------- | ------------------------------- |
| À midi                | 19,75 %  | 26,38 %  | 6,63       | 22,96 % | 27,7 %  | 4,74       | 1,32                            |
| À 17 heures           | 40,08 %  | 56,92 %  | 16,84      | 38,24 % | 56,78 % | 18,54      | 0,14                            |
| Final                 | 50,20 %  | 68,65 %  | 18,45      | 48,79 % | 69,37 % | 20,58      | 0,72                            |

### Résultats à l'échelle du département

#### Résultats par coalition
| Parti                                       | Parti                                       | Parti                             | Premier tour | Premier tour | Premier tour | Second tour   | Second tour   | Second tour | Total Sièges  | +/-           |
| Parti                                       | Parti                                       | Parti                             | Voix         | %            | Sièges       | Voix          | %             | Sièges      | Total Sièges  | +/-           |
| ------------------------------------------- | ------------------------------------------- | --------------------------------- | ------------ | ------------ | ------------ | ------------- | ------------- | ----------- | ------------- | ------------- |
|                                             |                                             | Rassemblement national (RN)       | 42 737       | 25,00        | 0            | 48 171        | 28,60         | 1           | 1             | en stagnation |
|                                             | Républicains à droite (RÀD)                 | 21 440                            | 12,54        | 0            | 25 653       | 15,23         | 0             | 0           | Nv            |               |
| Total Rassemblement national et alliés (RN) | Total Rassemblement national et alliés (RN) | 64 177                            | 37,54        | 0            | 73 824       | 43,83         | 1             | 1           | en stagnation |               |
|                                             |                                             | Horizons (HOR)                    | 16 784       | 9,82         | 0            | 18 406        | 10,93         | 0           | 0             | 1             |
|                                             | Renaissance (RE)                            | 15 091                            | 8,83         | 0            | 28 350       | 16,83         | 1             | 1           | en stagnation |               |
|                                             | Mouvement démocrate (MoDem)                 | 14 829                            | 8,67         | 0            | Retrait      | Retrait       | Retrait       | 0           | en stagnation |               |
| Total Ensemble pour la République (ENS)     | Total Ensemble pour la République (ENS)     | 46 704                            | 27,32        | 0            | 46 756       | 27,76         | 1             | 1           | 1             |               |
|                                             |                                             | La France insoumise (LFI)         | 29 376       | 17,18        | 0            | 20 288        | 12,05         | 1           | 1             | 1             |
|                                             | Parti socialiste (PS)                       | 15 653                            | 9,16         | 0            | 27 548       | 16,36         | 0             | 0           | en stagnation |               |
| Total Nouveau Front populaire (NFP)         | Total Nouveau Front populaire (NFP)         | 45 029                            | 26,34        | 0            | 47 836       | 28,40         | 1             | 1           | 1             |               |
|                                             |                                             | Les Républicains (LR)             | 7 055        | 4,13         | 0            |               |               |             | 0             | en stagnation |
| Total Union de la droite et du centre (UDC) | Total Union de la droite et du centre (UDC) | 7 055                             | 4,13         | 0            | 0            | en stagnation |               |             |               |               |
|                                             | Lutte ouvrière (LO)                         | Lutte ouvrière (LO)               | 2 494        | 1,46         | 0            | 0             | en stagnation |             |               |               |
|                                             | Écologie au centre (ÉAC)                    | Écologie au centre (ÉAC)          | 2 293        | 1,34         | 0            | 0             | en stagnation |             |               |               |
|                                             | Reconquête (REC)                            | Reconquête (REC)                  | 2 259        | 1,32         | 0            | 0             | en stagnation |             |               |               |
|                                             | Dissidents Rassemblement national           | Dissidents Rassemblement national | 509          | 0,30         | 0            | 0             | Nv            |             |               |               |
|                                             | Volt Europa (Volt)                          | Volt Europa (Volt)                | 457          | 0,27         | 0            | 0             | Nv            |             |               |               |
|                                             |                                             |                                   |              |              |              |               |               |             |               |               |
| Suffrages exprimés                          | Suffrages exprimés                          | Suffrages exprimés                | 170 977      | 96,47        |              | 168 416       | 94,02         |             |               |               |
| Votes blancs                                | Votes blancs                                | Votes blancs                      | 3 848        | 2,17         | 7 378        | 4,12          |               |             |               |               |
| Votes nuls                                  | Votes nuls                                  | Votes nuls                        | 2 409        | 1,36         | 3 342        | 1,86          |               |             |               |               |
| Total                                       | Total                                       | Total                             | 177 234      | 100          | 0            | 179 136       | 100           | 3           | 3             | en stagnation |
| Abstention                                  | Abstention                                  | Abstention                        | 80 950       | 31,35        |              | 79 109        | 30,63         |             |               |               |
| Inscrits/Participation                      | Inscrits/Participation                      | Inscrits/Participation            | 258 184      | 68,65        | 258 245      | 69,37         |               |             |               |               |

#### Résultats par nuance
| Nuance                 | Nuance                               | Nuance                 | Premier tour | Premier tour | Premier tour | Second tour | Second tour   | Second tour | Total Sièges | +/-           |  |
| Nuance                 | Nuance                               | Nuance                 | Voix         | %            | Sièges       | Voix        | %             | Sièges      | Total Sièges | +/-           |  |
| ---------------------- | ------------------------------------ | ---------------------- | ------------ | ------------ | ------------ | ----------- | ------------- | ----------- | ------------ | ------------- |  |
|                        | Union de la gauche                   | UG                     | 45 029       | 26,34        | 0            | 47 836      | 28,40         | 1           | 1            | 1             |  |
|                        | Rassemblement national               | RN                     | 42 737       | 25,00        | 0            | 48 171      | 28,60         | 1           | 1            | en stagnation |  |
|                        | Ensemble                             | ENS                    | 29 920       | 17,50        | 0            | 28 350      | 16,83         | 1           | 1            | 1             |  |
|                        | Union de l'extrême droite            | UXD                    | 21 440       | 12,54        | 0            | 25 653      | 15,23         | 0           | 0            | Nv            |  |
|                        | Horizons                             | HOR                    | 16 784       | 9,82         | 0            | 18 406      | 10,93         | 0           | 0            | Nv            |  |
|                        | Les Républicains                     | LR                     | 7 055        | 4,13         | 0            |             |               |             | 0            | en stagnation |  |
|                        | Extrême gauche                       | EXG                    | 2 494        | 1,46         | 0            | 0           | en stagnation |             |              |               |  |
|                        | Union des démocrates et indépendants | UDI                    | 2 293        | 1,34         | 0            | 0           | Nv            |             |              |               |  |
|                        | Reconquête                           | REC                    | 2 259        | 1,32         | 0            | 0           | en stagnation |             |              |               |  |
|                        | Extrême droite                       | EXD                    | 509          | 0,30         | 0            | 0           | Nv            |             |              |               |  |
|                        | Écologistes                          | ECO                    | 457          | 0,27         | 0            | 0           | en stagnation |             |              |               |  |
|                        |                                      |                        |              |              |              |             |               |             |              |               |  |
| Suffrages exprimés     | Suffrages exprimés                   | Suffrages exprimés     | 170 977      | 96,47        |              | 168 416     | 94,02         |             |              |               |  |
| Votes blancs           | Votes blancs                         | Votes blancs           | 3 848        | 2,17         | 7 378        | 4,12        |               |             |              |               |  |
| Votes nuls             | Votes nuls                           | Votes nuls             | 2 409        | 1,36         | 3 342        | 1,86        |               |             |              |               |  |
| Total                  | Total                                | Total                  | 177 234      | 100          | 0            | 179 136     | 100           | 3           | 3            | en stagnation |  |
| Abstention             | Abstention                           | Abstention             | 80 950       | 31,35        |              | 79 109      | 30,63         |             |              |               |  |
| Inscrits/Participation | Inscrits/Participation               | Inscrits/Participation | 258 184      | 68,65        | 258 245      | 69,37       |               |             |              |               |  |

### Résultats par circonscription

#### Première circonscription
Député sortant : René Pilato (La France insoumise)
| Candidat,                | Candidat,                | Parti et coalition       | Nuance                   | Premier tour | Premier tour | Second tour | Second tour |
| Candidat,                | Candidat,                | Parti et coalition       | Nuance                   | Voix         | %            | Voix        | %           |
| ------------------------ | ------------------------ | ------------------------ | ------------------------ | ------------ | ------------ | ----------- | ----------- |
|                          | René Pilato,             | LFI (NFP)                | UG                       | 18 166       | 32,80        | 20 288      | 35,75       |
|                          | Thomas Mesnier           | HOR (ENS)                | HOR                      | 16 784       | 30,30        | 18 406      | 32,43       |
|                          | Marion Latus,            | RN                       | RN                       | 16 761       | 30,26        | 18 061      | 31,82       |
|                          | Alain Boivin             | LR (UDC)                 | LR                       | 2 226        | 4,02         |             |             |
|                          | Olivier Nicolas          | LO                       | EXG                      | 818          | 1,48         |             |             |
|                          | Doraline Bernard         | REC                      | REC                      | 633          | 1,14         |             |             |
|                          |                          |                          |                          |              |              |             |             |
| Votes valides            | Votes valides            | Votes valides            | Votes valides            | 55 388       | 97,21        | 56 755      | 97,40       |
| Votes blancs             | Votes blancs             | Votes blancs             | Votes blancs             | 1 079        | 1,89         | 1 074       | 1,84        |
| Votes nuls               | Votes nuls               | Votes nuls               | Votes nuls               | 510          | 0,90         | 439         | 0,75        |
| Total                    | Total                    | Total                    | Total                    | 56 977       | 100          | 58 268      | 100         |
| Abstention               | Abstention               | Abstention               | Abstention               | 27 181       | 32,30        | 25 970      | 30,83       |
| Inscrits / participation | Inscrits / participation | Inscrits / participation | Inscrits / participation | 84 158       | 67,70        | 84 238      | 69,17       |

#### Deuxième circonscription
Députée sortante : Sandra Marsaud (Renaissance - Territoire de progrès)
| Candidat,                | Candidat,                | Parti et coalition       | Nuance                   | Premier tour | Premier tour | Second tour | Second tour |
| Candidat,                | Candidat,                | Parti et coalition       | Nuance                   | Voix         | %            | Voix        | %           |
| ------------------------ | ------------------------ | ------------------------ | ------------------------ | ------------ | ------------ | ----------- | ----------- |
|                          | Barthélémy Martin        | RÀD (RN)                 | UXD                      | 21 440       | 38,91        | 25 653      | 47,50       |
|                          | Sandra Marsaud,          | RE - TdP (ENS)           | ENS                      | 15 091       | 27,39        | 28 350      | 52,50       |
|                          | Carole Ballu,            | LFI (NFP)                | UG                       | 11 210       | 20,34        | Retrait     | Retrait     |
|                          | Didier Jobit             | LR (UDC)                 | LR                       | 4 829        | 8,76         |             |             |
|                          | François Bessas          | LO                       | EXG                      | 832          | 1,51         |             |             |
|                          | Alain Janot              | REC                      | REC                      | 737          | 1,34         |             |             |
|                          | Aurore de Clisson        | RN diss.                 | EXD                      | 509          | 0,92         |             |             |
|                          | Corentin Vinsonneau      | Volt                     | ECO                      | 457          | 0,83         |             |             |
|                          |                          |                          |                          |              |              |             |             |
| Votes valides            | Votes valides            | Votes valides            | Votes valides            | 55 105       | 96,34        | 54 003      | 94,12       |
| Votes blancs             | Votes blancs             | Votes blancs             | Votes blancs             | 1 304        | 2,28         | 2 353       | 4,10        |
| Votes nuls               | Votes nuls               | Votes nuls               | Votes nuls               | 790          | 1,38         | 1 020       | 1,78        |
| Total                    | Total                    | Total                    | Total                    | 57 199       | 100          | 57 376      | 100         |
| Abstention               | Abstention               | Abstention               | Abstention               | 26 161       | 31,38        | 25 954      | 31,15       |
| Inscrits / participation | Inscrits / participation | Inscrits / participation | Inscrits / participation | 83 360       | 68,62        | 83 330      | 68,85       |

#### Troisième circonscription
Députée sortante : Caroline Colombier (Rassemblement national)
| Candidat,                | Candidat,                | Parti et coalition       | Nuance                   | Premier tour | Premier tour | Second tour | Second tour |
| Candidat,                | Candidat,                | Parti et coalition       | Nuance                   | Voix         | %            | Voix        | %           |
| ------------------------ | ------------------------ | ------------------------ | ------------------------ | ------------ | ------------ | ----------- | ----------- |
|                          | Caroline Colombier,      | RN                       | RN                       | 25 976       | 42,95        | 30 110      | 52,22       |
|                          | Virginie Lebraud,        | PS - PP (NFP)            | UG                       | 15 653       | 25,88        | 27 548      | 47,78       |
|                          | Gwenhaël François        | MoDem (ENS)              | ENS                      | 14 829       | 24,52        | Retrait     | Retrait     |
|                          | Dominique Souchaud       | ÉAC                      | UDI                      | 2 293        | 3,79         |             |             |
|                          | Adrien Touzé             | REC                      | REC                      | 889          | 1,47         |             |             |
|                          | Patrick Curgali          | LO                       | EXG                      | 844          | 1,40         |             |             |
|                          |                          |                          |                          |              |              |             |             |
| Votes valides            | Votes valides            | Votes valides            | Votes valides            | 60 484       | 95,92        | 57 658      | 90,81       |
| Votes blancs             | Votes blancs             | Votes blancs             | Votes blancs             | 1 465        | 2,32         | 3 951       | 6,22        |
| Votes nuls               | Votes nuls               | Votes nuls               | Votes nuls               | 1 109        | 1,76         | 1 883       | 2,97        |
| Total                    | Total                    | Total                    | Total                    | 63 058       | 100          | 63 492      | 100         |
| Abstention               | Abstention               | Abstention               | Abstention               | 27 608       | 30,45        | 27 185      | 29,98       |
| Inscrits / participation | Inscrits / participation | Inscrits / participation | Inscrits / participation | 90 666       | 69,55        | 90 677      | 70,02       |